# Calanthe judithiae
Calanthe judithiae är en orkidéart som beskrevs av Phillip James Cribb. Calanthe judithiae ingår i släktet Calanthe och familjen orkidéer. Inga underarter finns listade i Catalogue of Life.